# Songs from the Laundry Room
Albums de Foo Fighters
Sonic Highways
(2014) Saint Cecilia
(2015)
Songs From the Laundry Room est le deuxième EP du groupe américain de rock alternatif Foo Fighters publié le 18 avril 2015 par RCA Records lors du Record Store Day, pour lequel la formation est ambassadrice de l'édition. Le maxi contient quatre titres : des démos de Big Me et Alone+Easy Target, une reprise de Kids in America de Kim Wilde et l'inédit Empty Handed.

## Liste des chansons
Toutes les chansons sont écrites et composées par Dave Grohl sauf si annoté.
| 1. | Alone+Easy Target (démo) |  | 5:14 |
| 2. | Big Me (démo)            |  | 2:07 |

| 1. | Kids in America (reprise de Kim Wilde) | 3:39 |
| 2. | Empty Handed (inédit)                  | 1:51 |